# Phoebemima teteia
Phoebemima teteia là một loài bọ cánh cứng trong họ Cerambycidae.